# Albrechtsburg
L'Albrechtsburg est un château gothique tardif situé dans le centre de la ville de Meissen, dans le land de Saxe en Allemagne.

## Histoire
Quand, en 929, le roi Henri Ier de Germanie a finalement dominé la tribu slave des Glomacze, il a construit une forteresse à l'intérieur de leur zone de peuplement, située sur un promontoire rocheux dominant l'Elbe. Ce château, appelé Misnie d'après un ruisseau à proximité, est devenu le noyau de la ville et, à partir de 965, la résidence des margraves de Meissen, qui ont acquis en 1423 l'électorat de Saxe.
En 1464, Ernest de Saxe a ordonné conjointement avec son frère Albert III de Saxe la construction de l’actuel château. Celle-ci a effectivement commencé en 1471 et constitue le chef-d'œuvre d'Arnold de Westphalie qui l'a conçu comme une résidence et non comme une forteresse militaire. Quand les deux frères se sont partagé les terres de la Maison de Wettin lors du traité de Leipzig (en) en 1485, le château est revenu à Albert. Son fils, Georges de Saxe y résida avant de partir au château de la Résidence de Dresde et d'y installer le nouveau siège de la lignée albertinienne.
En 1710, le roi Auguste II de Pologne établit au château la première manufacture de porcelaine dure sous la supervision de Johann Friedrich Böttger. La porcelaine de Meissen a été produite à l'Albrechtsburg jusqu'à ce que sa production soit déplacée à son lieu actuel en 1863.
Après son déménagement, le château est restauré jusqu'en 1870 ; entre 1873 et 1885, sous la direction de Wilhelm Roßmann, toutes les pièces des deux principaux étages sont décorées de peintures murales sur l'histoire de la Saxe et de Meissen, par onze artistes de l'Académie des beaux-arts de Dresde, dont Alfred Diethe, Ernst Erwin Oehme et Julius Scholtz.

## La cathédrale de Meissen
La cathédrale gothique adjacente était le siège du diocèse de Dresde-Meissen depuis sa création par l'empereur Otton Ier du Saint-Empire en 968. La cathédrale actuelle a été construite entre 1260 et 1410, l'intérieur abrite des sculptures gothiques de l'empereur et de sa femme Adélaïde de Bourgogne, ainsi que des peintures de Lucas Cranach l'Ancien.
Le premier électeur saxon de la Maison de Wettin, Frédéric Ier de Saxe, a fait de la chapelle princière le lieu de sépulture de sa dynastie.
En 1581, le diocèse a finalement été dissout à la suite de la Réforme protestante. Les deux clochers n'ont pas été terminés avant 1909.

## Source
- (en) Cet article est partiellement ou en totalité issu de l’article de Wikipédia en anglais intitulé « Albrechtsburg » (voir la liste des auteurs).

## Galerie de photos

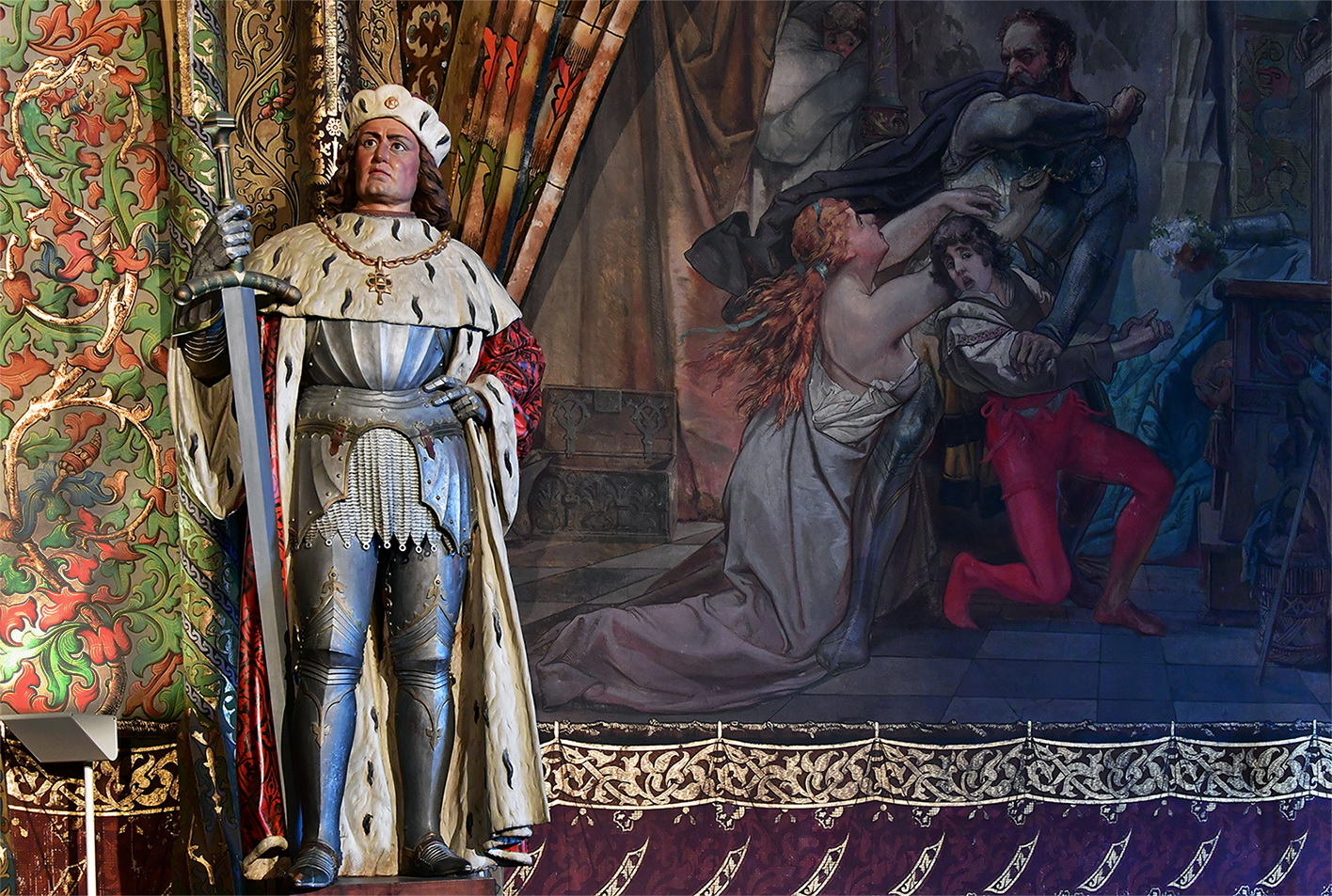
"Große Hofstube".
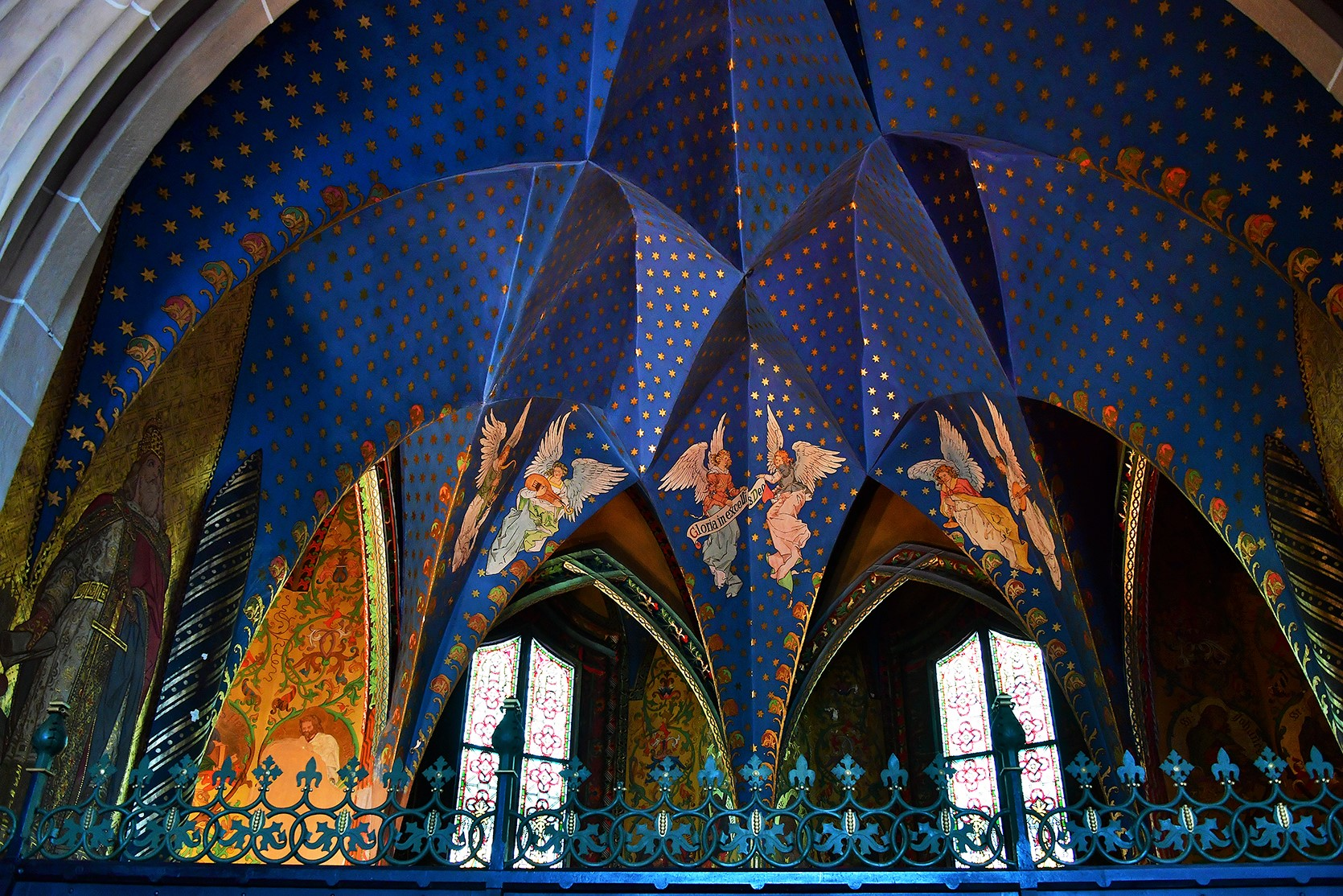
Chapelle.
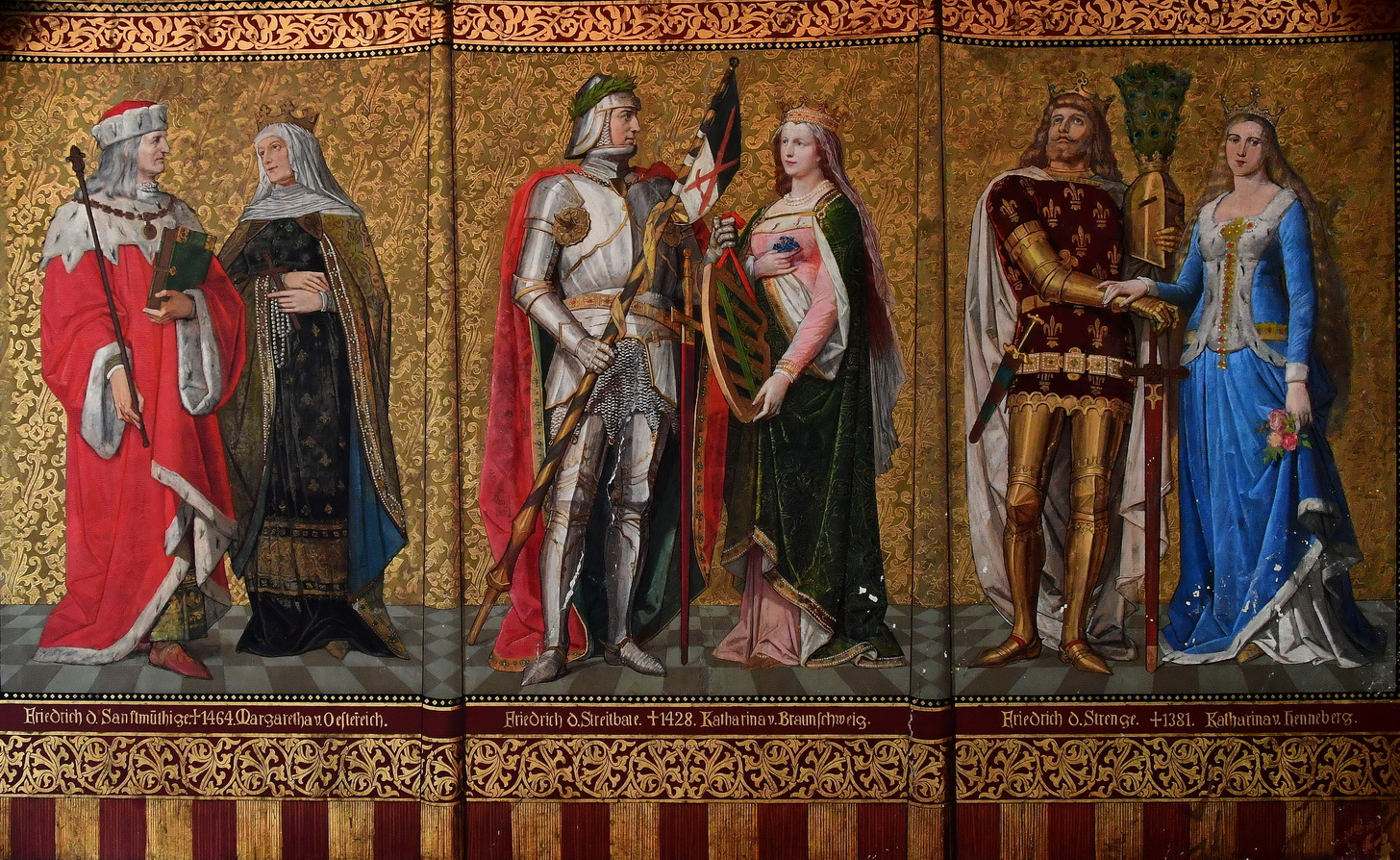
Mural.
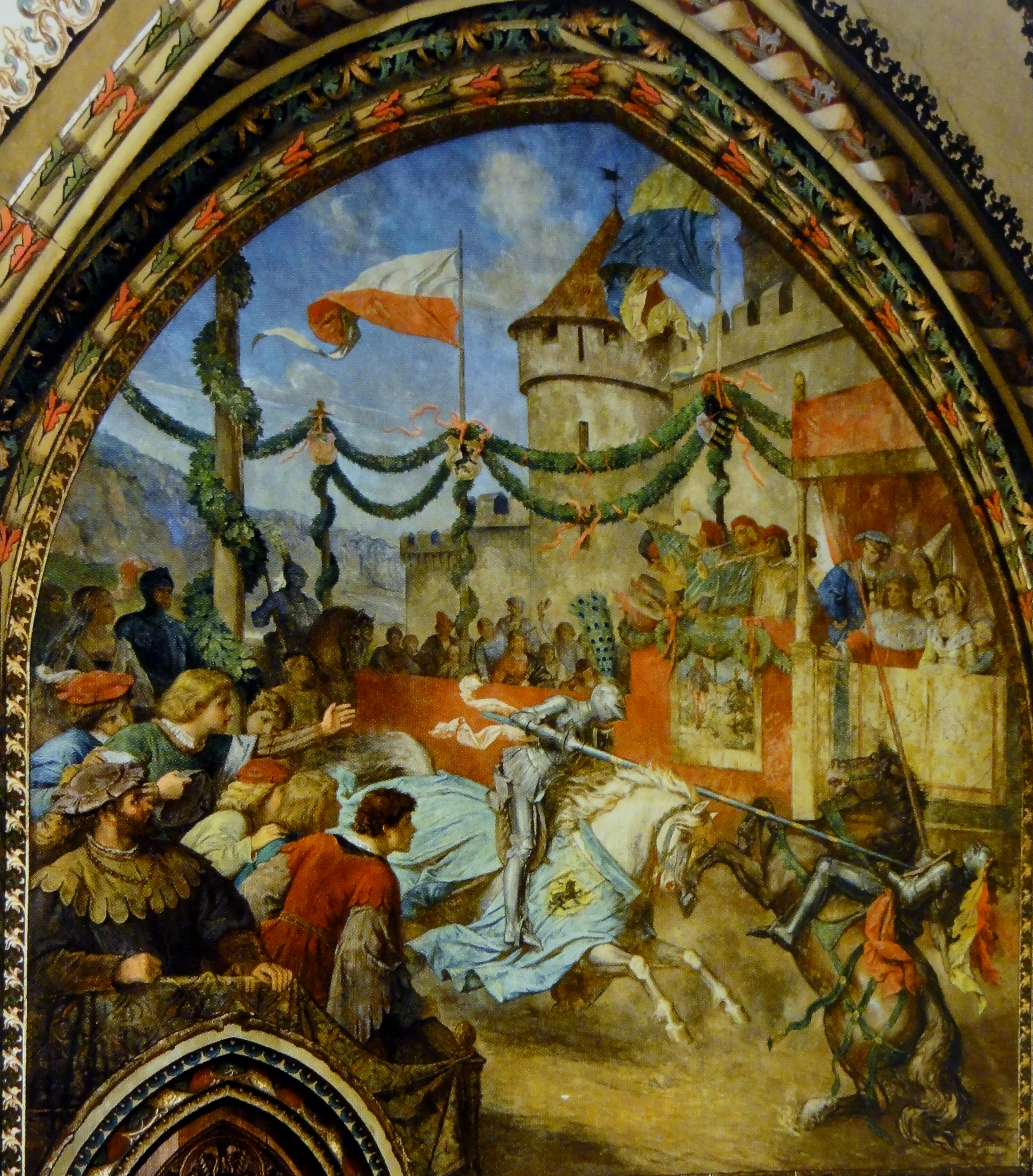
Alfred Diethe, Le duc Albert de Saxe triomphe d'un chevalier au tournoi de Pirna en 1483.